# Juntos el corazón nunca se equivoca
Juntos el corazón nunca se equivoca é uma série de televisão mexicana produzida por Juan Osorio para a Televisa e exibida pelo Las Estrellas de 23 de junho a 26 de julho de 2019, substituindo Doña Flor y sus dos maridos e sendo substituída por Cita a ciegas.
É protagonizada por Emilio Osorio e Joaquín Bondoni, e antagonizada por Sergio Sendel e Eduardo Barquin e com actuações estelares de Leticia Calderón, Laura Flores, Víctor González e Gabriela Platas e das primeiras atrizes Helena Rojo e Nuria Bages.
Trata-se de um spin-off da telenovela Mi marido tiene más familia.
A série gira em torno da história de amor entre Aristóteles e Temo, que deixam Oaxaca para começar uma nova vida juntos na Cidade do México.

## Enredo
Aristóteles e Temo se mudam para a Cidade do México para começar seus estudos. Aristóteles está pronto para iniciar sua carreira musical e estudos de comunicação, e dedica tempo para ser um influenciador e ter um relacionamento. Temo quer ser político, apesar dos preconceitos que possa enfrentar. Seu amor será testado quando eles fizerem novos amigos e superarem os desafios da sociedade mexicana para homossexuais.

## Elenco
- Leticia Calderón como Elsa Reynoso Vargas de Cervantes
- Sergio Sendel como Ubaldo Ortega Fabela
- Laura Flores como Soledad Elizalde de Ortega
- Víctor González como Olegario Cervantes
- Helena Rojo como Dora Ortega Fabela
- Gabriela Platas como Amapola Castañeda "Polita"
- Nuria Bages como Nora Ortega Fabela
- Ale Müller como Carlota Cervantes Reynoso
- Laura Vignatti como Daniela Córcega Gómez
- Nikolás Caballero como Diego Ortega Elizalde
- Eduardo Barquin como Mateo Symanski
- Santiago Zenteno como Eduardo Rey
- Sian Chiong como Thiago
- Emiliano Vásquez como Julio López Córcega
- Alisson Coronado como Ana Guadalupe "Lupita" López
- Bruno Santamaria como Andrés Cervantes Reynoso
- Arath de la Torre como Francisco "Pancho" López Fernández
- Emilio Osorio como Aristóteles "Aris" Córcega Castañeda
- Joaquín Bondoni como Cuauhtémoc "Temo" López Torres
- Vadhir Tiscareño como Arqui Córcega Castañeda
- Silvia Lomelí como Mirna
- Roger Cudney como Isarnio
- Maha Mayer como Hortensia
- Mario Discua como Sansón
- Manuel Riguezza como Otto
- Mario Zunino como Collins
- René Casados - Audifaz Córcega Sierra
- Silvia Pinal - Doña Imelda Sierra Calvillo Vda. de Córcega

## Episódios
| N.º | Título                                           | Lançamento          |
| --- | ------------------------------------------------ | ------------------- |
| 1   | "Cambio de planes Mudança de planos"             | 23 de junho de 2019 |
| 2   | "Nuestro secreto Nosso segredo"                  | 24 de junho de 2019 |
| 3   | "La misión A missão"                             | 25 de junho de 2019 |
| 4   | "¿Qué festejamos? O que estamos comemorando?"    | 26 de junho de 2019 |
| 5   | "El día que todo cambió O dia em que tudo mudou" | 27 de junho de 2019 |
| 6   | "Pide un deseo Faça um pedido"                   | 28 de junho de 2019 |
| 7   | "La serenata A serenata"                         | 1 de julho de 2019  |
| 8   | "Amigos y rivales Amigos e rivais"               | 2 de julho de 2019  |
| 9   | "La amargada A amarga"                           | 3 de julho de 2019  |
| 10  | "Desaparecido "                                  | 4 de julho de 2019  |
| 11  | "Suspiro en el tiempo Suspiro no tempo"          | 5 de julho de 2019  |
| 12  | "Estoy contigo Estou com você"                   | 8 de julho de 2019  |
| 13  | "Ser papás Ser pai"                              | 9 de julho de 2019  |
| 14  | "Al descubierto Descoberto"                      | 10 de julho de 2019 |
| 15  | "La decepción A decepção"                        | 11 de julho de 2019 |
| 16  | "Sin retorno Sem volta"                          | 12 de julho de 2019 |
| 17  | "La luz del mundo A luz do mundo"                | 15 de julho de 2019 |
| 18  | "Otra realidad Outra realidade"                  | 16 de julho de 2019 |
| 19  | "De vuelta a casa De volta a casa"               | 17 de julho de 2019 |
| 20  | "La confesión A confissão"                       | 18 de julho de 2019 |
| 21  | "Verdadero amor Verdadeiro amor"                 | 19 de julho de 2019 |
| 22  | "El golpe más doloroso O golpe mais doloroso"    | 22 de julho de 2019 |
| 23  | "Abrir los ojos Abrir os olhos"                  | 23 de julho de 2019 |
| 24  | "Amor incondicional "                            | 24 de julho de 2019 |
| 25  | "Los ojos del corazón Os olhos do coração"       | 25 de julho de 2019 |
| 26  | "Sueño de amor Sonho de amor"                    | 26 de julho de 2019 |

## Produção
Após a conclusão de Mi marido tiene familia, Juan Osorio anunciou que iria produzir um spin-off com os personagens Aristóteles e Temo como protagonistas. As filmagens da série começaram em 6 de abril de 2019. A série é composta por 26 episódios. Em 7 de maio de 2019, a Univision revelou através de sua antecipação para a temporada de televisão 2019-20 que o título da série seria El corazón nunca se equivoca.

## Audiência
| Horário             | # Eps. | Estreia             | Estreia           | Final               | Final           | Posição | Temporada | Classificação geral |
| Horário             | # Eps. | Data                | Primeiro capítulo | Data                | Último capítulo | Posição | Temporada | Classificação geral |
| ------------------- | ------ | ------------------- | ----------------- | ------------------- | --------------- | ------- | --------- | ------------------- |
| Segunda—Sexta 20h30 | 26     | 23 de junho de 2019 | 1.6               | 26 de julho de 2019 | 2.9             | #1      | 2019      | 2.45                |

## Prêmios e Indicações

### TV Adicto Golden Awards
| Ano  | Categoria                            | Indicados                       | Resultado |
| ---- | ------------------------------------ | ------------------------------- | --------- |
| 2019 | Melhor lançamento estrelar masculino | Emilio Osorio                   | Venceu    |
| 2019 | Melhor par juvenil                   | Emilio Osorio y Joaquín Bondoni | Venceu    |

### Prêmios TV y Novelas 2020[16]
| Categoria                | Indicados                                  | Resultado |
| ------------------------ | ------------------------------------------ | --------- |
| Melhor Vilão             | Sergio Sendel                              | Indicado  |
| Melhor Beijo             | Emilio Osorio e Joaquín Bondoni            | Venceu    |
| "Tapa" do ano            | Sergio Sendel e Laura Flores               | Venceu    |
| Vilão mais bonito        | Sergio Sendel                              | Venceu    |
| Atriz mais bonita        | Ale Müller                                 | Venceu    |
| Casal Favorito           | Emilio Osorio e Joaquín Bondoni (Aristemo) | Venceu    |
| O "maduro" mais bonito   | Sergio Sendel                              | Indicado  |
| O melhor final           | Juan Osorio                                | Venceu    |
| Melhor escolha de elenco | Juan Osorio                                | Venceu    |

### GLAAD Media Awards 2020
| Categoría                            | Indicados                           | Resultados |
| ------------------------------------ | ----------------------------------- | ---------- |
| Melhor série com roteiro em espanhol | Juntos el corazón nunca se equivoca | Venceu     |
| Fandom favorito                      | Aristemo                            | Venceu     |